# Shawn Wayans
Shawn M. Wayans (født 19. januar 1971) er en amerikansk skuespiller, komiker, manuskriptforfatter og producer, kendt bl.a. fra sketchshowet In Living Color og komedieserien The Wayans Bros., samt flere komediefilm som han har lavet og medvirket i sammen med sine brødre Marlon Wayans og Keenen Ivory Wayans. Han har desuden storebroren Damon Wayans, søstrene Kim Wayans og Nadia Wayans, og nevøerne Damon Wayans, Jr., Craig Wayans og Damien Dante Wayans, som han alle arbejdet sammen med i bl.a. komediefilmen Dance Flick.

## Filmografi i udvalg

### Film
- Don't Be a Menace to South Central While Drinking Your Juice in the Hood (1996)
- Scary Movie (2000)
- Scary Movie 2 (2001)
- White Chicks (2004)
- Little Man (2006)
- Dance Flick (2009)

### Tv
- In Living Color (1990-1993)
- The Wayans Bros. (1995-1999)

## Ekstern henvisning
- Shawn Wayans på Internet Movie Database (engelsk)
- Shawn Wayans på Filmdatabasen
- Shawn Wayans på Scope
- Shawn Wayans på Svensk Filmdatabas (svensk)
- Shawn Wayans på AlloCiné (fransk)
- Shawn Wayans på AllMovie (engelsk)
- Shawn Wayans på Rotten Tomatoes (engelsk)
- Shawn Wayans på The Movie Database (engelsk)